# カメレオンツイスト
『カメレオンツイスト』は、1997年12月12日に日本システムサプライより発売されたNINTENDO 64用のアクションゲーム。1998年には続編『カメレオンツイスト2』が発売された。

## 概要
おしゃれウサギを追って壷に飛び込んだらそこは見知らぬ世界。その時カメレオンの姿が人間なみの体に変わり、ランドセルを背負っている。そのため人間になったカメレオンは長い旅に出るという話である。カメレオンらしく舌を使ったアクションを使って旅を乗り越える。

## 登場キャラクター
デイビー
主人公とも言える青のカメレオン。赤いランドセルを背負っている。
ジャック
第2の主人公の緑のカメレオン。黄色いランドセルを背負っている。デイビーより目が細い。
フレッド
第3の主人公の黄色のカメレオン。緑のランドセルを背負っている。眠たそうな目をしている。
リンダ
第4の主人公の桃色のカメレオン。青いランドセルを背負っている。唯一雌のカメレオンで、黄色いリボンを付けている。
ブラック（日本版のみ）
ボムランドで1対1の勝負に勝つとバトルで使用可能になる黒のカメレオン。紫のランドセルを背負っている。つり目をしている。
ホワイト（日本版のみ）
ステージにあるクラウンを全て取るとストーリーで使用可能になる白のカメレオン。黄緑のランドセルを背負っている。デイビーと同じ目をしている。
おしゃれウサギ
シルクハットにタキシードといった紳士姿をしたウサギ。各ステージのスタート地点とミニゲーム部屋前、ボス部屋前（日本版のみ）にいる。

## ステージ紹介
ジャングルランド
デイビーたちが最初に冒険することになるステージ。前半はジャングルを進み、後半からは洞窟の中を冒険することになる。
アントランド
アリたちが暮らす地下迷宮のような造りのステージ。名前の通りアリをモチーフにした敵キャラクターが登場する。
ボムランド
爆弾やミサイルといった爆発する敵が登場する。武器工場のようなステージ。爆発するとダメージ床に変わる床がある。
デザートキャッスル
砂漠にある石造りの城をイメージしたステージ。トゲが飛び出す床や矢が飛んでくる壁などが登場する。砂漠の城だけであって、ところどころに流砂が流れている。絨毯を使っての移動もある。
キッズランド
お菓子でできたステージ。ここに登場する敵キャラクターもお菓子の姿をしている。光っている台座を舌を使った回転を使って乗らないと次の部屋に進む扉が開かない仕組みの部屋がある。
ゴーストキャッスル
お化け屋敷をイメージしたデイビーたちが最後に冒険するステージ。お化けやポルターガイストといった不気味な敵が登場する。蝋燭に鬼火をぶつけると床が現れる仕掛けがある。
？
隠しステージ。ジャングルランド - ゴーストキャッスルの各ステージでクラウン（後述）を20個以上集めると出現する。それぞれのステージの強化ボスと戦うことができる。

## 敵キャラクター

### 雑魚キャラクター

#### ジャングルランド
ハリネズミ
ジャングルランドに登場するハリネズミ。
ジャングルスパイダー
ジャングルランドの洞窟に住んでいる蜘蛛。卵から出てくる場合もある。
ロックマン
ジャングルランドの洞窟の中間付近にいる岩男。ジャングルスパイダーをぶつけて倒すことができる。

#### アントランド
アリンコ
アントランドに住んでいるアリの集団。あるエリアでは一列になって部屋を行き来したり、大勢で出撃してくることがある。

#### ボムランド
ボム
エリアを歩き回る爆弾。ミサイルをぶつけると爆発する。
ミサイル
各エリアを飛んでいるミサイル。
ボムコプター
特定のエリアを一列に並んで移動している。ミサイルをぶつけると爆発する。

#### デザートキャッスル
スナカリ
砂から出てくるヤドカリのような生き物。
スロープ
ボス部屋前に登場するアリジゴクのような敵。スナカリをぶつけて倒すことができる。

#### キッズランド
チョコキッズ
チョコレートの姿をした可愛い敵。チョコのケースの上にたくさん出る。
ウエハース
ウエハースの姿をした敵。正面には的当ての的がついていて、当てるごとに後退する。

#### ゴーストキャッスル
鬼火
暖炉やちょうちんから飛び出てくる火の玉。こいつを使ってろうそくに火をつけて床を出すのに必要な敵でもある。
ちょうちん
鬼火を吐き出すちょうちんお化け。

### ボスキャラクター
リザードコング
ジャングルランドの洞窟の奥に待ち構えているゴリラ。岩を投げて攻撃してくる。
クイーンテラ
アントランドの奥に待ち構えている女王アリ。大きな尻尾を使った回転攻撃を仕掛けてくる。尻尾を床に叩くにつれてアリを出してくる。
ボムドッカン
ボムランドの工場の奥に潜んでいる爆弾作りのヘビ。床を這いまわりながらボムを置いた後、ネズミ花火のように回った後に突進してくる。
スナマジロ
デザートキャッスルの奥にある砂山に潜んでいる巨大アルマジロ。砂の中にもぐった後、突然地上から出てきてスナカリを出しながら体当たりしてくる。
ケーキタンク
キッズランドの奥にあるケーキの形をした戦車。4体のチョコキッズが操縦しており上に乗ってあるイチゴ型のミサイルを飛ばして攻撃してくる。
ゴーストロボ→ゴーストタンク
ゴーストキャッスルの天井裏に潜んでいる数々のポルターガイストが合体したロボット。本作のラストボスである。この場合は腕である提灯を伸ばして攻撃してきたり、前進した後に大車輪をして攻撃してきたりする。ゴーストロボを倒すとポルターガイストは体形を変え、戦車型のゴーストタンクになる。この時は大砲から連射される砲弾で攻撃してくる。

## アイテム
道中に置いてあり、直接触れるか舌で食べることで回収できる。
ハート
プレイヤーのライフを回復する。赤、橙、黄の3種類があり、赤は1回復、橙は3回復、黄は全回復する。
ビッグ
取得するとプレイヤーの頭が大きくなる。吐き出したものが巨大化し、敵を貫通するようになるが、連射能力が大幅に下がる。一定時間で解除。
スモール
取得するとプレイヤーが小さくなる。舌の射程が短くなり、吐き出したものが小さくなるが、連射能力が大幅に上がる。また、当たり判定が小さくなる代わりに、吹き飛びやすくなる。一定時間で解除。
フット
取得するとプレイヤーの足が大きくなる。流砂の影響を受けなくなり、氷の上でも滑らなくなる。一定時間で解除。
スモール（敵）
バトルモードにのみ登場。取得すると、自分以外のプレイヤーが小さくなる。一定時間で解除。
クラウン
本作のやりこみ要素の1つ。各ステージ毎に最大獲得数が記録され、規定数集めることで隠し要素が解禁される。特定の敵を倒したり、何かしらの仕掛けを解くことで出てくる場合もある。舌で回収することができない。
キャロット（日本版のみ）
本作のやりこみ要素の1つ。全編を通して５つしか出てこない。各データファイル毎に獲得数が記録され、規定数集めることで、特定のステージにあるおまけエリアに行くことができる。舌で回収することができない。